# Заплатин, Александр Антонович
Александр Антонович Заплатин (6 декабря 1936, Урал, Челябинская область — 18 ноября 1997, Измайловский, Челябинская область) — директор совхоза «Измайловский» Кизильского района Челябинской области. Герой Социалистического Труда (1990).

## Биография
Родился в 1936 году в посёлке Урал Кизильского района.
После окончания семилетки трудился в местном колхозе. В 1953 году поступил на учёбу в Челябинский автодорожный техникум. С 1955 по 1957 года проходил срочную службу в Советской Армии. С 1957 по 1968 года — шофёр, автомеханик в совхозе «Измайловский» Кизильского района. Без отрыва от производства окончил Челябинский автодорожный техникум.
С 1968 года — председатель рабочего комитета совхоза «Измайловский». С 1970 по 1972 года обучался в Челябинской областной партийной школе. В 1976 году назначен директором совхоза «Измайловский».
Вывел совхоз в число передовых сельскохозяйственных предприятий Челябинской области. В совхозе по инициативе его директора были построены многочисленные производственные и социальные объекты: цеха по переработке зерна, шкур, макаронного производства, поселковая больница, гостиница, детские учреждения, стадион. Численность рабочих совхоза возросла от 420 до 1400 человек. Посёлок Измайловский приобрёл статус посёлка городского типа (в настоящее время — сельское поселение).
В 1990 году совхоз сдал государству 44 тысячи тонн зерновых, 1006 тонн мяса, 986 тонн молока и 200 тонн шерсти. Указом № УП — 1228 Президента СССР Михаила Сергеевич Горбачёва «О присвоении звания Героя Социалистического Труда тов. Заплатину А. А.» от 26 декабря 1990 года «за достижение высоких результатов в производстве и продаже государству сельскохозяйственной продукции, большой личный вклад в решение социальных вопросов» удостоен звания Героя Социалистического Труда с вручением ордена Ленина и золотой медали «Серп и Молот».
Избирался делегатом XXVII съезда КПСС, депутатом Кизильского районного и Челябинского областного советов народных депутатов.
После выхода проживал в посёлке Измайловский, где скончался в 1997 году.
Память
Его именем названо сельскохозяйственный кооператив «Измайловский».
Награды
- Герой Социалистического Труда
- Орден Ленина
- Орден Трудового Красного Знамени (12.03.1982)
- Заслуженный работник бытового обслуживания РСФСР (1985)
- Заслуженный работник сельского хозяйства РСФСР (1986)
- Почётный работник здравоохранения (1986)